# Alice Jun
Alice Jun (純 アリス Jun Arisu?,  Prefectura de Hiroshima, Japón, 20 de julio de 1953 - Tokio, Japón, 20 de junio de 2019) fue una actriz y cantante japonesa. Su nombre de nacimiento era Mariko Kubō (久保 雅璃子 Kubō Mariko?).

## Biografía
Mariko Kubō nació el 20 de julio de 1953 en la ciudad de Kure, prefectura de Hiroshima. Su madre era japonesa y su padre era un soldado neozelandés que se estableció en Japón tras la Segunda Guerra Mundial. Sus padres se divorciaron cuando tenía dos años y su padre regresó a Nueva Zelanda, mientras que su madre se mudó a Tokio. La joven Mariko fue entonces enviada a vivir con su abuela en Kōbe y posteriormente se mudó a Tokio en su segundo año de secundaria, donde vivió bajo el cuidado de una tía. Fue reclutada por un cazatalentos cuando aún era estudiante de secundaria y comenzó a trabajar como modelo de revistas, usando el nombre artístico de "Mari Tsutsumi". 
En 1972, debutó como actriz en la serie de televisión Mama wa Rival. En 1974, se unió a la agencia Tokyo Kid Brothers. Durante la década de 1970, Kubo gozó de popularidad gracias a su trabajo como modelo, así como también por sus apariciones en series y comerciales. También incursionó brevemente como cantante, habiendo lanzado cuatro sencillos entre 1973 y 1975.
Kubo se retiró de la industria del entretenimiento tras su matrimonio con el actor Kōichi Miura en 1980. La pareja tuvo tres hijos, dos de los cuales, Kōta y Ryōsuke, también son actores. Falleció el 20 de junio de 2019 debido a un cáncer que padecía, un mes antes de su cumpleaños número 67.

## Filmografía

### Televisión
| Año  | Título              | Papel           | Notas |
| ---- | ------------------- | --------------- | ----- |
| 1972 | Mama wa Rival       | Mari Oumi       |       |
| 1973 | Dokkoidaisaku       | Ryōko Nikaidō   |       |
| 1975 | The Gorilla 7       |                 |       |
| 1977 | Shitatakana Tatakai |                 |       |
| 1978 | Taiyo ni Hoero!     | Sachiko Shiraki |       |
| 1979 | Saramumu            |                 |       |

## Discografía

### Sencillos
- Azami no Hana (1973)
- Kosumosu Uranai (1973)
- Koi no Attack (1974)
- Sayonara no Tegami (1975)